# Eucereon argutum
Eucereon argutum är en fjärilsart som beskrevs av Max Wilhelm Karl Draudt 1931. Eucereon argutum ingår i släktet Eucereon och familjen björnspinnare. Inga underarter finns listade i Catalogue of Life.